# ダインステ
ダインステ (ドイツ語: Deinste) は、ドイツ連邦共和国ニーダーザクセン州のシュターデ郡に属す町村（以下、本項では便宜上「町」と記述する）で、ザムトゲマインデ・フレーデンベックを構成する自治体の一つである。

## 地理

### 自治体の構成
この町は2つの地区からなる。ダインステ集落とヘルムステ集落は、ともに人口1000人強のほぼ同規模の集落である。

## 行政

### 議会
ダインステの町議会は13議席からなる。

### 首長
町長は、2013年からイェルク・ミュラーが務めている。

### 紋章
この町の紋章は金地で、半分の黒い水車の上に、赤い四角の中の銀色の覆面兜。

## 文化と見所
- 墳丘墓
- ダインステの石室

### 博物館
- ダインステの軽便鉄道博物館

## 引用
1. ↑  Landesamt für Statistik Niedersachsen, LSN-Online Regionaldatenbank, Tabelle A100001G: Fortschreibung des Bevölkerungsstandes, Stand 31. Dezember 2023